# Gerald McCoy

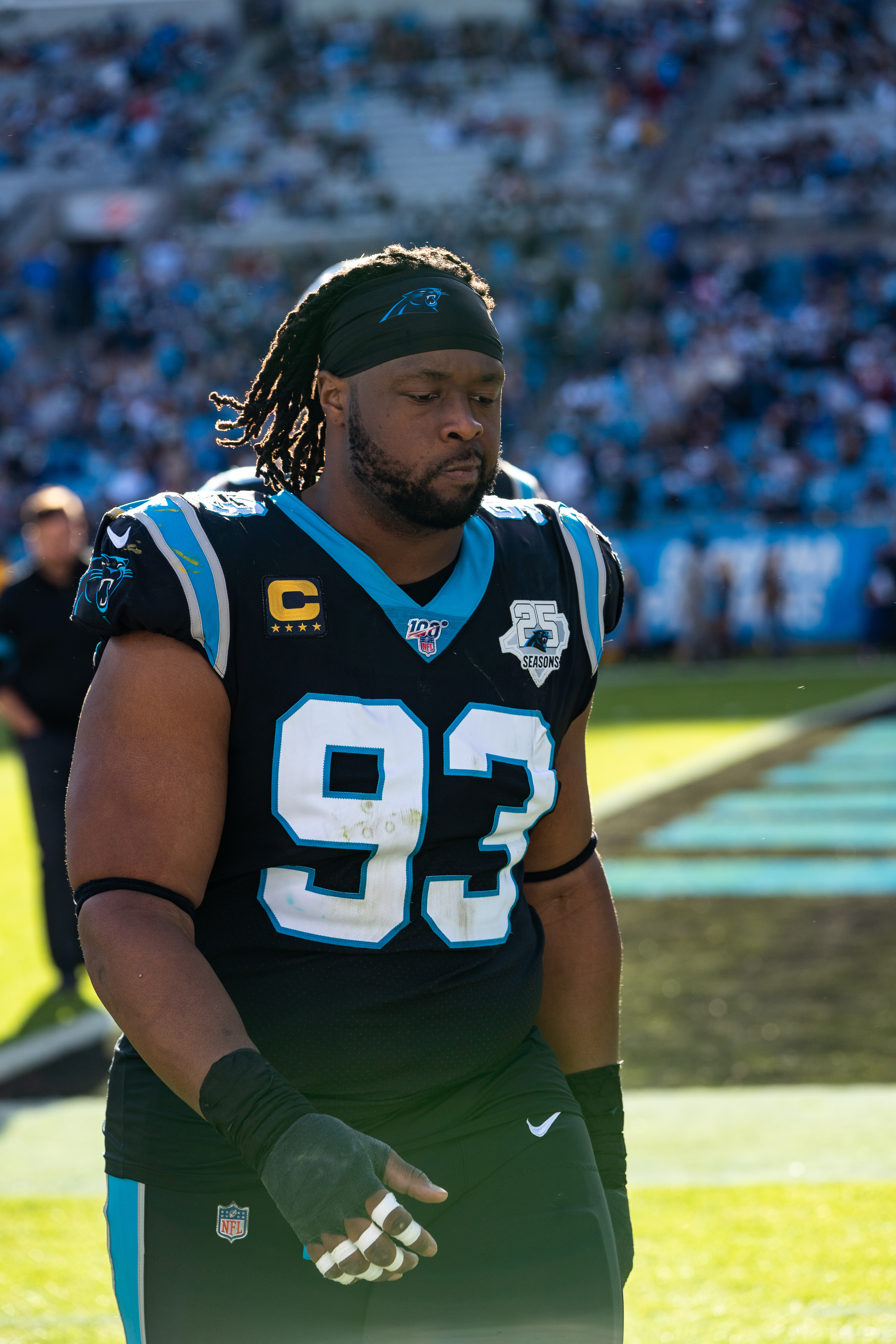
McCoy con los Panthers en 2019.

Gerald Keith McCoy Jr. (nacido el 25 de febrero de 1988) es un exjugador profesional estadounidense de fútbol americano que jugó en la posición de defensive tackle con los Tampa Bay Buccaneers, Carolina Panthers y Las Vegas Raiders de la National Football League (NFL).

## Biografía
McCoy asistió a la preparatoria Southeast High School en Oklahoma City, donde practicó fútbol americano y lanzamiento de bala. Al finalizar la preparatoria, fue considerado como el mejor defensive tackle en la nación por Rivals.com.
Posteriormente, asistió a la Universidad de Oklahoma donde jugó con los Oklahoma Sooners desde 2006 a 2009. En 2007, fue nombrado como el Mejor Jugador Defensivo de Primer Año en la Conferencia Big 12.
En 2008 y 2009, fue seleccionado para el primer equipo All-American y All-Big 12, y en 2009 ganó el premio de Jugador Defensivo del Año de la Conferencia Big 12.

## Carrera

### Tampa Bay Buccaneers
McCoy fue seleccionado por los Tampa Bay Buccaneers en la primera ronda (puesto 3) del draft de 2010. Fue el segundo de tres jugadores de los Oklahoma Sooners en ser seleccionados en las primeras cuatro posiciones, marcando la primera vez que una sola universidad obtiene dicha representación en el draft. Los otros jugadores fueron el quarterback Sam Bradford, primer seleccionado por los St. Louis Rams, y el offensive tackle Trent Williams, cuarto seleccionado por los Washington Redskins.
En 2010, McCoy debutó en la NFL el 12 de septiembre ante los Cleveland Browns, donde registró tres tacleadas y un balón suelto forzado, y se convirtió en el quinto novato defensivo de los Buccaneers en debutar el Día Inaugural de temporada desde Warren Sapp en 1995. El 21 de noviembre ante los San Francisco 49ers registró la primera captura (sack) de su carrera. El 12 de diciembre se lesionó el bíceps izquierdo, por lo que se perdió el resto de la temporada.
En 2011, nuevamente se vio afectado por las lesiones al desgarrarse su bíceps derecho, por lo que solo participó en seis juegos.
En 2012, disfrutó de su primera temporada completa y fue seleccionado tanto al Pro Bowl como al primer equipo All-Pro, logros que repetiría en las temporadas de 2013 y 2014.
El 25 de octubre de 2014, McCoy firmó una extensión de contrato por siete años y $98 millones, con $51,5 millones garantizados.
De 2015 a 2017, McCoy fue invitado al Pro Bowl, marcando seis veces consecutivas que es seleccionado a dicho evento.
En 2018, McCoy registró 28 tacleadas, su menor cantidad desde 2011, pero lideró al equipo con 21 golpes al mariscal de campo y fue tercero con seis capturas. Sin embargo, no fue invitado al Pro Bowl.
EL 20 de mayo de 2019, McCoy fue liberado por los Buccaneers luego de nueve temporadas con el equipo.

### Carolina Panthers
El 3 de junio de 2019, McCoy firmó un contrato con los Carolina Panthers. En la semana seis ante los Buccaneers, capturó 2.5 veces a su excompañero Jameis Winston en la victoria por 37-26. En 16 juegos como titular, registró 37 tacleadas, dos pases defendidos y cinco capturas, su menor cantidad desde 2012.

### Dallas Cowboys
El 31 de marzo de 2020, McCoy firmó un contrato de tres años con los Dallas Cowboys. Después de sufrir una ruptura en el cuádriceps durante una práctica, fue liberado por los Cowboys el 18 de agosto a través de una cláusula por lesión en su contrato.

### Las Vegas Raiders
El 4 de agosto de 2021, McCoy firmó con Las Vegas Raiders. Sufrió una lesión en la rodilla izquierda en el primer partido de la temporada contra los Baltimore Ravens, por lo que fue colocado en la lista de reservas de lesionados el 15 de septiembre de 2021. Fue suspendido seis juegos por violar la política de la liga sobre sustancias que mejoran el rendimiento el 29 de septiembre de 2021, y cumplió la suspensión sin paga mientras estaba en la lista de reserva/lesionados del equipo.
Después de no jugar en 2022, McCoy anunció su retiro de la NFL el 14 de abril de 2023.

## Estadísticas generales
|  | Seleccionado al Pro Bowl |

| Año   | Equipo | Juegos | Juegos | Tacleadas | Tacleadas | Tacleadas | Tacleadas | Tacleadas | Intercepciones | Intercepciones | Intercepciones | Intercepciones | Intercepciones | Intercepciones | Balones sueltos | Balones sueltos | Balones sueltos | Balones sueltos |
| Año   | Equipo | G      | GS     | Comb      | Total     | Ast       | Sack      | SFTY      | PDef           | Int            | Yds            | Avg            | Lng            | TDs            | FF              | FR              | Yds             | TD              |
| ----- | ------ | ------ | ------ | --------- | --------- | --------- | --------- | --------- | -------------- | -------------- | -------------- | -------------- | -------------- | -------------- | --------------- | --------------- | --------------- | --------------- |
| 2010  | TB     | 13     | 13     | 28        | 22        | 6         | 3.0       | -         | 5              | 0              | 0              | 0              | 0              | 0              | 2               | 0               | -               | -               |
| 2011  | TB     | 6      | 6      | 11        | 10        | 1         | 1.0       | -         | 0              | 0              | 0              | 0              | 0              | 0              | 0               | 0               | -               | -               |
| 2012  | TB     | 16     | 16     | 30        | 23        | 7         | 5.0       | -         | 2              | 0              | 0              | 0              | 0              | 0              | 1               | 1               | 0               | 0               |
| 2013  | TB     | 16     | 16     | 50        | 35        | 15        | 9.5       | -         | 4              | 0              | 0              | 0              | 0              | 0              | 0               | 1               | 12              | 0               |
| 2014  | TB     | 13     | 13     | 35        | 28        | 7         | 8.5       | -         | 3              | 0              | 0              | 0              | 0              | 0              | 1               | 0               | -               | -               |
| 2015  | TB     | 15     | 15     | 34        | 26        | 8         | 8.5       | -         | 1              | 0              | 0              | 0              | 0              | 0              | 0               | 0               | -               | -               |
| 2016  | TB     | 15     | 15     | 34        | 26        | 8         | 7.0       | -         | 5              | 0              | 0              | 0              | 0              | 0              | 2               | 2               | 0               | 0               |
| 2017  | TB     | 15     | 15     | 47        | 33        | 14        | 6.0       | -         | 1              | 0              | 0              | 0              | 0              | 0              | 0               | 0               | -               | -               |
| 2018  | TB     | 14     | 14     | 28        | 17        | 11        | 6.0       | -         | 1              | 0              | 0              | 0              | 0              | 0              | 0               | 0               | -               | -               |
| 2019  | CAR    | 16     | 16     | 37        | 15        | 22        | 5.0       | -         | 2              | 0              | 0              | 0              | 0              | 0              | 0               | 0               | -               | -               |
| 2021  | LV     | 1      | 0      | 0         | 0         | 0         | 0.0       | -         | 0              | 0              | 0              | 0              | 0              | 0              | 0               | 0               | -               | -               |
| Total | Total  | 140    | 139    | 334       | 235       | 99        | 59.5      | -         | 24             | 0              | 0              | 0.0            | 0              | 0              | 6               | 4               | 12              | 0               |

Fuente: Pro-Football-Reference.com

## Vida personal
McCoy ha profesado ser un seguidor de Cristo: "Mis padres me criaron para ser un seguidor de Cristo, no solo un cristiano o un hombre que cree en Dios. Aprendí a ser un seguidor de Cristo e imitador de Cristo".